# Bibimys labiosus
El ratón de hocico rosado brasileño (Bibimys labiosus) es una especie de roedor del género Bibimys de la familia Cricetidae. Habita en el centro-este de Sudamérica.

## Taxonomía
Esta especie fue descrita originalmente en el año 1887 por el zoólogo H. Winge, con el nombre científico de Scapteromys labiosus. En 1966 fue transferido a Akodon (Akodon labiosus). Elio Massoia lo transfirió a Bibimys en 1980.
Localidad tipo
La localidad tipo referida es: cerca de Lagoa Santa, Minas Gerais, Brasil. La especie fue descrita sobre la base de restos fósiles exhumados de depósitos del Pleistoceno de una cueva, por lo que mucho tiempo se pensó que estaba extinta, sin embargo aún sobrevive en la región de Minas Gerais.

## Distribución geográfica
Este roedor se distribuye de manera endémica en la selva atlántica del sudeste de Brasil. También fue citado en la provincia de Misiones (nordeste de la Argentina), si bien registros del género en el ecosistema de los campos del sur misioneros que bordean la selva atlántica, fueron asignados a otra especie: Bibimys chacoensis (Shamel, 1931).

## Conservación
Según la organización internacional dedicada a la conservación de los recursos naturales Unión Internacional para la Conservación de la Naturaleza (IUCN), al no poseer mayores peligros, sobrevivir en fragmentos de selva secundaria y vivir en algunas áreas protegidas, la clasificó como una especie bajo “preocupación menor” en su obra: Lista Roja de Especies Amenazadas.